# Cherish
Cherish ist eine amerikanische R&B- und Soulband, die aus den Schwestern Farrah King und Neosha King, sowie den Zwillingen Felisha King und Fallon King besteht. Die vier Schwestern sind aus Atlanta, Georgia. Die Band steht bei den Labels Capitol Records und Sho’nuff Records unter Vertrag.

## Werdegang
Cherishs erster Kontakt mit der Musikszene fand 2003 statt, brachte aber noch nicht den erhofften Erfolg. Ihre erste Single, eine Kollaboration mit Da Brat, hieß Miss P. Im selben Jahr waren sie bereits auf dessen Single In Love wit Chu zu hören.
Drei Jahre später veröffentlichte Cherish den Sommerhit Do It to It (feat. Sean Paul of YoungBloodZ) und schaffte mit ihm den Durchbruch. Das zugehörige Album Unappreciated wurde von Jermaine Dupri, Don Vito und Jazze Pha produziert. Mit über 640.000 verkauften Exemplaren erreichte es in den USA Goldstatus. Die zweite Auskopplung ist die Ballade Unappreciated.
Im Jahr 2008 folgten das Album The Truth und die Auskopplungen Killa und Amnesia, die sich zwar in den Charts platzieren konnten, aber nicht den Erfolg des Vorgängers erreichten.

## Diskografie

### Alben
| Jahr | Titel         | Höchstplatzierung, Gesamtwochen, AuszeichnungChartplatzierungen (Jahr, Titel, Platzierungen, Wochen, Auszeichnungen, Anmerkungen) | Höchstplatzierung, Gesamtwochen, AuszeichnungChartplatzierungen (Jahr, Titel, Platzierungen, Wochen, Auszeichnungen, Anmerkungen) | Anmerkungen                           |
| Jahr | Titel         | US | R&B | Anmerkungen                           |
| ---- | ------------- | --- | --- | ------------------------------------- |
| 2006 | Unappreciated | US4 Gold · (25 Wo.)US | R&B4 (31 Wo.)R&B | Erstveröffentlichung: 15. August 2006 |
| 2008 | The Truth     | US40 (5 Wo.)US | R&B6 (12 Wo.)R&B | Erstveröffentlichung: 13. Mai 2008    |

Weitere Alben
- 2003: The Moment

### Singles
| Jahr | Titel Album                               | Höchstplatzierung, Gesamtwochen, AuszeichnungChartplatzierungen (Jahr, Titel, Album, Platzierungen, Wochen, Auszeichnungen, Anmerkungen) | Höchstplatzierung, Gesamtwochen, AuszeichnungChartplatzierungen (Jahr, Titel, Album, Platzierungen, Wochen, Auszeichnungen, Anmerkungen) | Höchstplatzierung, Gesamtwochen, AuszeichnungChartplatzierungen (Jahr, Titel, Album, Platzierungen, Wochen, Auszeichnungen, Anmerkungen) | Höchstplatzierung, Gesamtwochen, AuszeichnungChartplatzierungen (Jahr, Titel, Album, Platzierungen, Wochen, Auszeichnungen, Anmerkungen) | Höchstplatzierung, Gesamtwochen, AuszeichnungChartplatzierungen (Jahr, Titel, Album, Platzierungen, Wochen, Auszeichnungen, Anmerkungen) | Höchstplatzierung, Gesamtwochen, AuszeichnungChartplatzierungen (Jahr, Titel, Album, Platzierungen, Wochen, Auszeichnungen, Anmerkungen) | Anmerkungen                                                            |
| Jahr | Titel Album                               | DE | AT | CH | UK | US | R&B | Anmerkungen                                                            |
| ---- | ----------------------------------------- | --- | --- | --- | --- | --- | --- | ---------------------------------------------------------------------- |
| 2003 | Miss P. The Moment                        | — | — | — | — | — | R&B87 (7 Wo.)R&B | Erstveröffentlichung: 3. Juni 2003 feat. Da Brat                       |
| 2003 | In Love wit Chu Limelite, Luv & Niteclubz | — | — | — | — | US44 (16 Wo.)US | R&B32 (20 Wo.)R&B | Erstveröffentlichung: 8. Juni 2003 Da Brat feat. Cherish               |
| 2006 | Do It to It Unappreciated                 | DE87 (3 Wo.)DE | — | CH79 (7 Wo.)CH | UK30 (6 Wo.)UK | US12 (21 Wo.)US | R&B10 (22 Wo.)R&B | Erstveröffentlichung: 21. März 2006 feat. Sean Paul of the YoungBloodZ |
| 2006 | Unappreciated                             | — | — | — | UK94 (1 Wo.)UK | US41 (17 Wo.)US | R&B14 (21 Wo.)R&B | Erstveröffentlichung: 3. Oktober 2006                                  |
| 2007 | Killa The Truth                           | — | — | — | UK52 (3 Wo.)UK | US39 (15 Wo.)US | R&B53 (11 Wo.)R&B | Erstveröffentlichung: 27. November 2007 feat. Yung Joc                 |
| 2008 | Amnesia The Truth                         | — | — | — | — | — | R&B61 (11 Wo.)R&B | Erstveröffentlichung: 8. April 2008                                    |
| 2021 | Do It to It –                             | DE3 Platin · (50 Wo.)DE | AT9 ×2Doppelplatin · (45 Wo.)AT | CH7 (45 Wo.)CH | UK9 Platin · (27 Wo.)UK | US65 Platin · (12 Wo.)US | — | Erstveröffentlichung: 20. August 2021 Acraze feat. Cherish             |

## Auszeichnungen für Musikverkäufe
| Goldene Schallplatte - Brasilien - 2024: für die Single Do It to It - Griechenland - 2022: für die Single Do It to It (mit Acraze) - Neuseeland - 2022: für die Single Do It to It (mit Acraze) Platin-Schallplatte - Dänemark - 2025: für die Single Do It to It (mit Acraze) - Italien - 2022: für die Single Do It to It (mit Acraze) | 3× Goldene Schallplatte - Mexiko - 2022: für die Single Do It to It (mit Acraze) 2× Platin-Schallplatte - Kanada - 2022: für die Single Do It to It (mit Acraze) - Portugal - 2023: für die Single Do It to It (mit Acraze) - Spanien - 2025: für die Single Do It to It (mit Acraze) 3× Platin-Schallplatte - Australien - 2023: für die Single Do It to It (mit Acraze) - Polen - 2024: für die Single Do It to It (mit Acraze) Diamantene Schallplatte - Brasilien - 2023: für die Single Do It to It (mit Acraze) - Frankreich - 2025: für die Single Do It to It (mit Acraze) - Mexiko - 2022: für die Single Do It to It |

Anmerkung: Auszeichnungen in Ländern aus den Charttabellen bzw. Chartboxen sind in ebendiesen zu finden.
| Land/RegionAuszeichnungen für Musikverkäufe (Land/Region, Auszeichnungen, Verkäufe, Quellen) | Gold     | Platin       | Diamant     | Verkäufe  | Quellen                   |
| -------------------------------------------------------------------------------------------- | -------- | ------------ | ----------- | --------- | ------------------------- |
| Australien (ARIA)                                                                            | —        | 3× Platin3   | —           | 210.000   | aria.com.au               |
| Brasilien (PMB)                                                                              | Gold1    | —            | Diamant1    | 190.000   | pro-musicabr.org.br       |
| Dänemark (IFPI)                                                                              | —        | Platin1      | —           | 90.000    | ifpi.dk                   |
| Deutschland (BVMI)                                                                           | —        | Platin1      | —           | 400.000   | musikindustrie.de         |
| Frankreich (SNEP)                                                                            | —        | —            | Diamant1    | 333.333   | snepmusique.com           |
| Griechenland (IFPI)                                                                          | Gold1    | —            | —           | 10.000    | Einzelnachweise           |
| Italien (FIMI)                                                                               | —        | Platin1      | —           | 100.000   | fimi.it                   |
| Kanada (MC)                                                                                  | —        | 2× Platin2   | —           | 160.000   | musiccanada.com           |
| Mexiko (AMPROFON)                                                                            | Gold1    | Platin1      | Diamant1    | 910.000   | amprofon.com.mx           |
| Neuseeland (RMNZ)                                                                            | Gold1    | —            | —           | 30.000    | aotearoamusiccharts.co.nz |
| Österreich (IFPI)                                                                            | —        | 2× Platin2   | —           | 60.000    | ifpi.at                   |
| Polen (ZPAV)                                                                                 | —        | 3× Platin3   | —           | 150.000   | olis.pl                   |
| Portugal (AFP)                                                                               | —        | 2× Platin2   | —           | 20.000    | Einzelnachweise           |
| Spanien (Promusicae)                                                                         | —        | 2× Platin2   | —           | 120.000   | elportaldemusica.es       |
| Vereinigte Staaten (RIAA)                                                                    | Gold1    | Platin1      | —           | 1.500.000 | riaa.com                  |
| Vereinigtes Königreich (BPI)                                                                 | —        | Platin1      | —           | 600.000   | bpi.co.uk                 |
| Insgesamt                                                                                    | 5× Gold5 | 20× Platin20 | 3× Diamant3 |           |                           |